# Dicranomyia lethe
Dicranomyia lethe är en tvåvingeart som först beskrevs av Alexander 1938.  Dicranomyia lethe ingår i släktet Dicranomyia och familjen småharkrankar. Inga underarter finns listade i Catalogue of Life.